# Payrac
Payrac – miejscowość i gmina we Francji, w regionie Oksytania, w departamencie Lot.
Według danych na rok 1990 gminę zamieszkiwały 492 osoby, a gęstość zaludnienia wynosiła 25 osób/km² (wśród 3020 gmin regionu Midi-Pyrénées Payrac plasuje się na 596. miejscu pod względem liczby ludności, natomiast pod względem powierzchni na miejscu 568.).